# Feliciano Antonio Chiclana
Feliciano Antonio Chiclana (Buenos Aires, 1761 - id., 1826) était un avocat, militaire et jurisconsulte argentin.

## Biographie
Après des études secondaires au collège Saint-Charles de Buenos Aires (l’actuel collège national de Buenos Aires), il obtint en 1783 le titre d’avocat à l’université du Chili.
Revenu dans sa ville natale en 1791, il devint secrétaire de l’alcade de premier vote du cabildo de Buenos Aires. Lors des offensives anglaises contre le Río de la Plata, il fit partie, en tant que capitaine, du régiment de Patriciens.
En mai 1810, occupant une fonction d’assesseur légal du Cabildo, il contribua à organiser le cabildo ouvert, qui allait déboucher sur la révolution de Mai. Il appartenait alors au groupe modéré qui estimait que le Cabildo devait assumer transitoirement le gouvernement, pour le restituer ensuite à la couronne espagnole. Aussi vota-t-il, le 22 mai, pour la destitution du vice-roi Cisneros.
La Première Junte, l’exécutif institué à la suite de la révolution de Mai, et premier gouvernement autonome du Río de la Plata, le nomma auditeur de l’armée auxiliaire du Pérou, et lui conféra le grade de colonel. En août 1810, il fut désigné gouverneur intendant de la province de Salta, à la juridiction de laquelle ressortissait également la province de Jujuy. En novembre 1810, il reçut l’ordre de Buenos Aires d’abandonner ce poste pour aller occuper celui de gouverneur de Potosí. Il disposa que Salta nommât son propre député devant le gouvernement des Provinces-Unies du Río de la Plata, fonction à laquelle fut élu le docteur Francisco de Gurruchaga.
En 1811, de retour à Buenos Aires, il fut appelé à faire partie, en compagnie de Juan José Paso et de Manuel de Sarratea, du premier triumvirat, et gouverna ainsi les Provinces-Unies jusqu’au 8 octobre 1812, date à laquelle le premier triumvirat fut renversé et remplacé par le second triumvirat. 
En novembre 1812, il fut de nouveau nommé gouverneur intendant de la province de Salta, où il œuvra en faveur de Manuel Belgrano. Il occupa cette fonction jusqu’en octobre 1813, lorsque Francisco Fernández de la Cruz vint lui succéder. 
Après avoir été chargé, entre 1814 et 1816, de l’approvisionnement en vivres de l’armée auxiliaire du Pérou, il regagna Buenos Aires, et s’opposa en 1817 au Directeur suprême Juan Martín de Pueyrredón, ce qui lui valut une année d’exil à Baltimore, aux États-Unis. 
Autorisé à revenir en Argentine en 1818, il fut cependant banni vers la province de Mendoza, mais, déjà fort malade, il n’atteignit pas cette destination. En 1819, rétabli dans son titre de colonel, il accomplit ce qui sera son ultime mission : mener des négociations de paix avec les Indiens ranquels, avec lesquels il signa un traité.
En 1822, il se retira de l’armée. Il mourut à Buenos Aires en septembre 1826 et fut inhumé au cimetière de la Recoleta dans sa ville natale.